# Сандра Андерсен Ейра
Сандра Андерсен Ейра (норв. Sandra Andersen Eira; нар. 21 червня 1986) — норвезька рибалка і політикиня, саамська політична діячка із Руссенес, Порсангер, Фіннмарк, військовичка, учасниця російсько-української війни.
З 2017 по 2021 рік входила до саамського парламенту Норвегії, обрана до Норвезької асоціації саамів від виборчого округу Авйоваррі.
Після закінчення терміну своєї каденції в саамському парламенті провела рік, подорожуючи між США та Норвегією, включаючи розширення свого рибальського бізнесу, та знялась в документальному фільмі «Морські сестри» (англ. Sea Sisters).
Під час російського вторгнення в Україну у 2022 році пішла доброволицею до Інтернаціонального легіону територіальної оборони України, приєднавшись до змішаного британсько-американського загону рейнджерів як бойова медикиня. Разом зі своїм підрозділом брала участь у битві за Мощун, потім — недовго в битві за Бахмут. В 2023 році була направлена на Донецький фронт і брала участь у боях за Кринки. В 2024 році Росія видала ордер на її арешт за звинуваченням у «найманстві».
28 травня 2025 року норвезький телеканал TV2 оголосив, що Андерсен Ейра очікує дитину після шлюбу з українським солдатом-товаришем по службі в у 2024 році.
24 червня 2025 року вона виступила гостею в подкасті Wolfgang Wee Uncut, де розповіла про свій досвід служби добровольцем в Україні.